# Palazzo Cinughi de' Pazzi
Palazzo Cinughi de' Pazzi è un edificio storico di Siena situato in via Banchi di Sopra, a pochi passi dal Palazzo Spannocchi e dal Palazzo Tolomei.

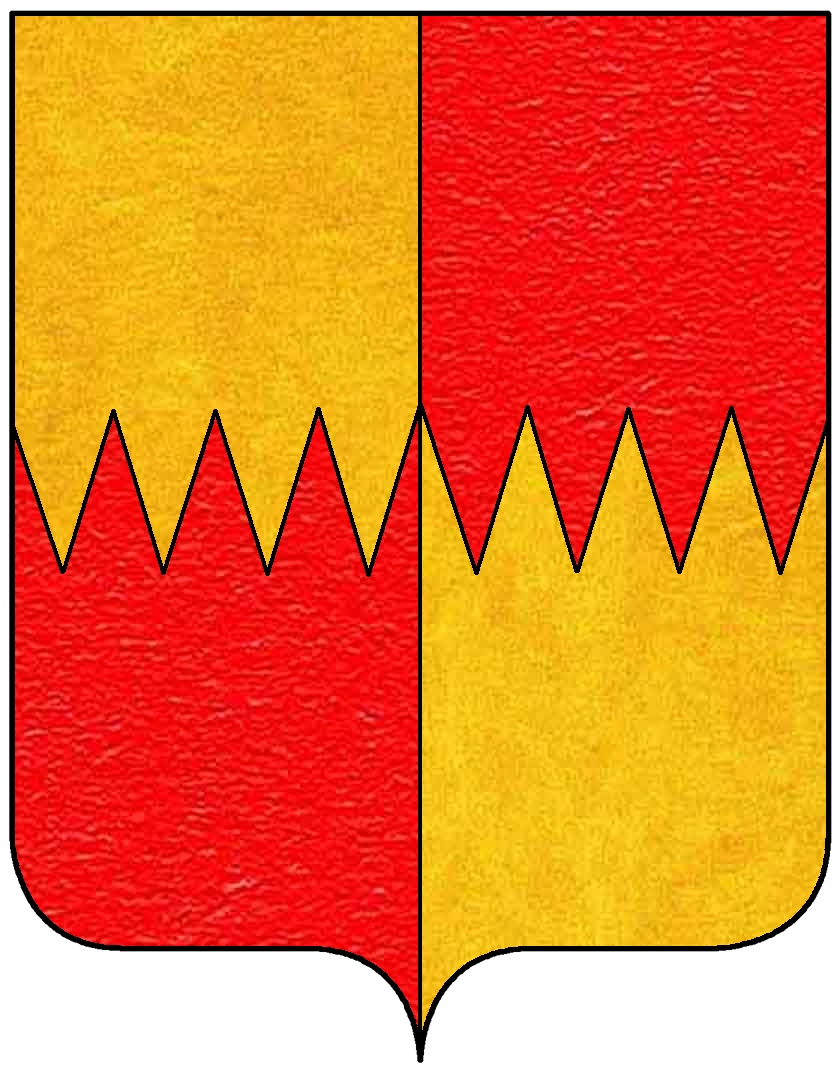
Stemma Cinughi

La struttura risale al XIV secolo ed è un classico esempio di architettura civile gotica, con facciata in paramento in laterizio; è distribuita su tre piani, alla base dei quali si distinguono quattro aperture incorniciate da archi senesi, mentre ai piani superiori sono presenti finestre bifore spartite da piccole colonne in marmo. All'interno la scala e l'atrio sono opera di una ristrutturazione cinquecentesca in stile rinascimentale con l'apporto di piccole volte a crociera sostenute sulla parete attraverso l'elemento architettonico del Peduccio. Oggi il palazzo accoglie abitazioni private, pertanto, è previsto vederlo solo dall'esterno.